# Korte Riddersstraat
De Korte Riddersstraat is een straat in de Belgische stad Brugge.

## Beschrijving
De Korte Riddersstraat, een van de kortste straten in Brugge, loopt van het Sint-Maartensplein naar de Riddersstraat en de Engelsestraat. De straat en zijn naam sluiten aan op de Riddersstraat.
De hoekpanden bij het Sint-Maartensplein hebben een 17e-eeuws uiterlijk, zoals het huis Sint-Martinus uit 1647. De meeste huizen in de straat ogen 19e-eeuws, maar zij hebben een oudere kern, vermoedelijk laat-middeleeuws.
Het aanzienlijkste huis in de straat, genaamd De Groote Blaesbalk, is in 1944 gebouwd in historiserende stijl naar ontwerp van architect L. Viérin. Het werd in de twintigste eeuw bewoond door notaris De Weerdt en na hem door dokter Guy van Renynghe de Voxvrie.
Ook stadsarchitect Jean-Brunon Rudd heeft in de Korte Riddersstraat gewoond.

## Guido Gezelle
De schrijver Guido Gezelle werd op 12 oktober 1865 benoemd tot onderpastoor van de Sint-Walburgaparochie en kreeg een huis in de Korte Riddersstraat tot zijn beschikking. Hij woonde hier met zijn zus Florence. Vanuit de woning gaf hij tevens leiding aan de bladen 't Jaer 30 en Rond den Heerd. In 1872 verhuisde hij naar de Verversdijk. Een gevelsteen (met een verkeerde datering), aangebracht aan het huis op initiatief van de Vlaamse Toeristenbond, herinnert aan zijn verblijf.